# Amietophrynus regularis
Amietophrynus regularis är en groddjursart som först beskrevs av Reuss 1833.  Amietophrynus regularis ingår i släktet Amietophrynus och familjen paddor. IUCN kategoriserar arten globalt som livskraftig. Inga underarter finns listade i Catalogue of Life.

## Bildgalleri

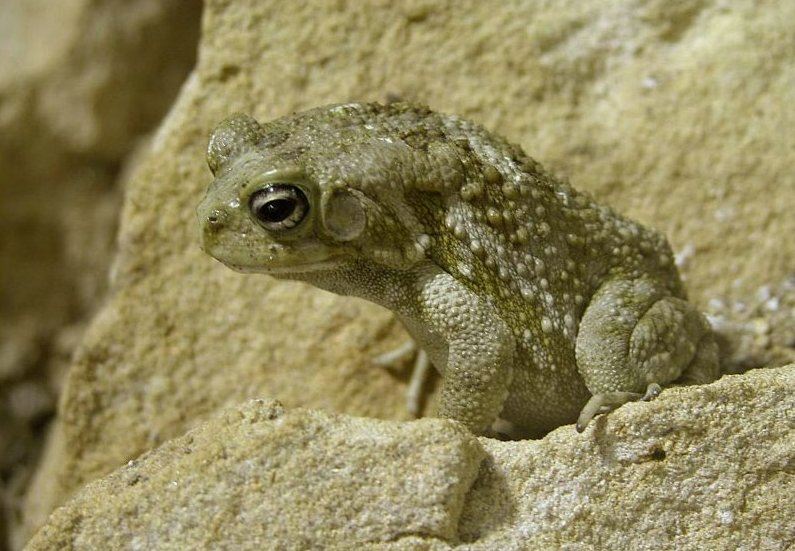
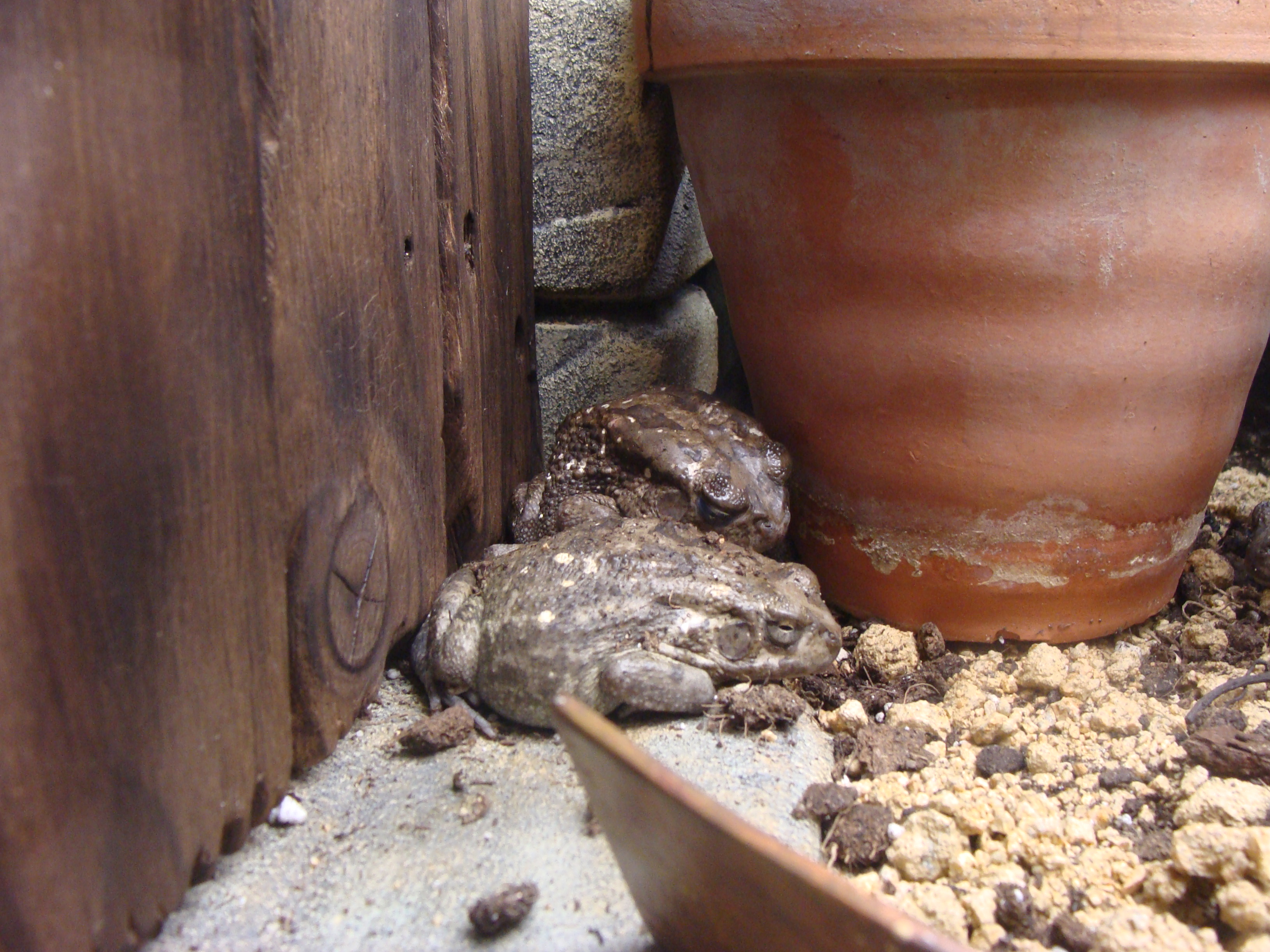